# Банжи сир Краон
Банжи сир Краон (фр. Bengy-sur-Craon) насеље је и општина у централној Француској у региону Центар (регион), у департману Шер која припада префектури Бурж.
По подацима из 2011. године у општини је живело 678 становника, а густина насељености је износила 19,24 становника/km². Општина се простире на површини од 35,24 km². Налази се на средњој надморској висини од 186 метара (максималној 230 m, а минималној 173 m).

## Демографија
| 1962. | 1968. | 1975. | 1982. | 1990. | 1999. | 2011. |
| ----- | ----- | ----- | ----- | ----- | ----- | ----- |
| 677   | 700   | 602   | 584   | 576   | 609   | 678   |

График промене броја становника у току последњих година